# Fylkesväg 64
Fylkesväg 64 (norska: Fylkesvei 64) är en primär fylkesväg i Møre og Romsdal fylke i västra Norge som går mellan staden Åndalsnes i Rauma kommun och staden Kristiansund i Kristiansunds kommun. Den passerar genom kommunerna Rauma, Molde, Hustadvika, Averøy och 
Kristiansund.
Vägen är 130,2 kilometer lång och asfalterad. Den passerar bland annat genom tätorterna Isfjorden, Molde, Eide och Bremsnes.
Sträckan mellan Vevang och Kårvåg (Atlanthavsvägen) har status som nationell turistväg.

## Anslutningar
Fylkesväg 64 ansluter till:
- Europaväg 136 (vid Åndalsnes)
- Fylkesväg 660 (vid Åfarnes)
- Europaväg 39 (vid Molde)
- Fylkesväg 663 (vid Moen)
- Fylkesväg 663 (vid Vevang)
- Riksväg 70 (vid Kristiansund)

## Bilder

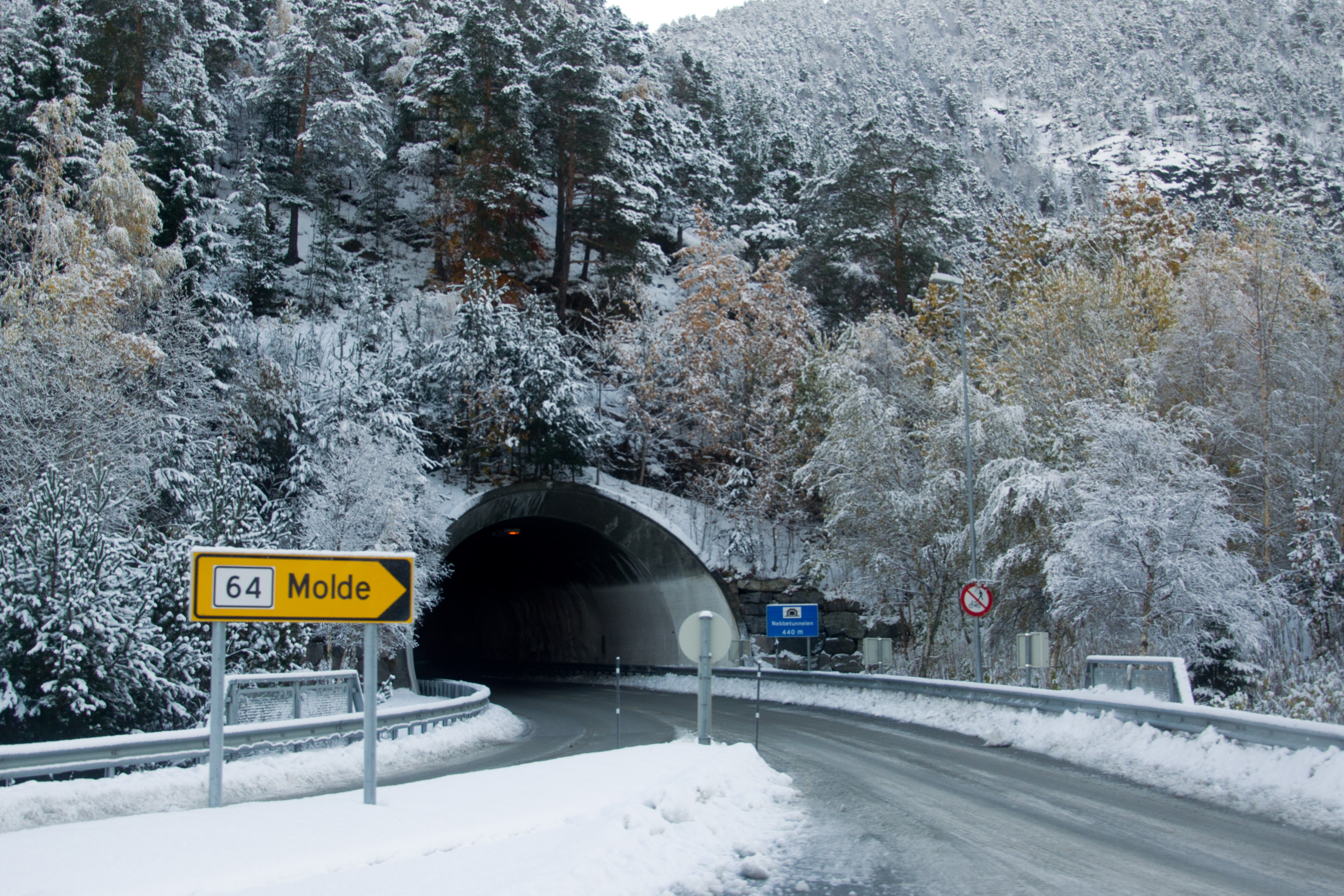
Fylkesväg 64 vid Nebbetunneln i Åndalsnes.
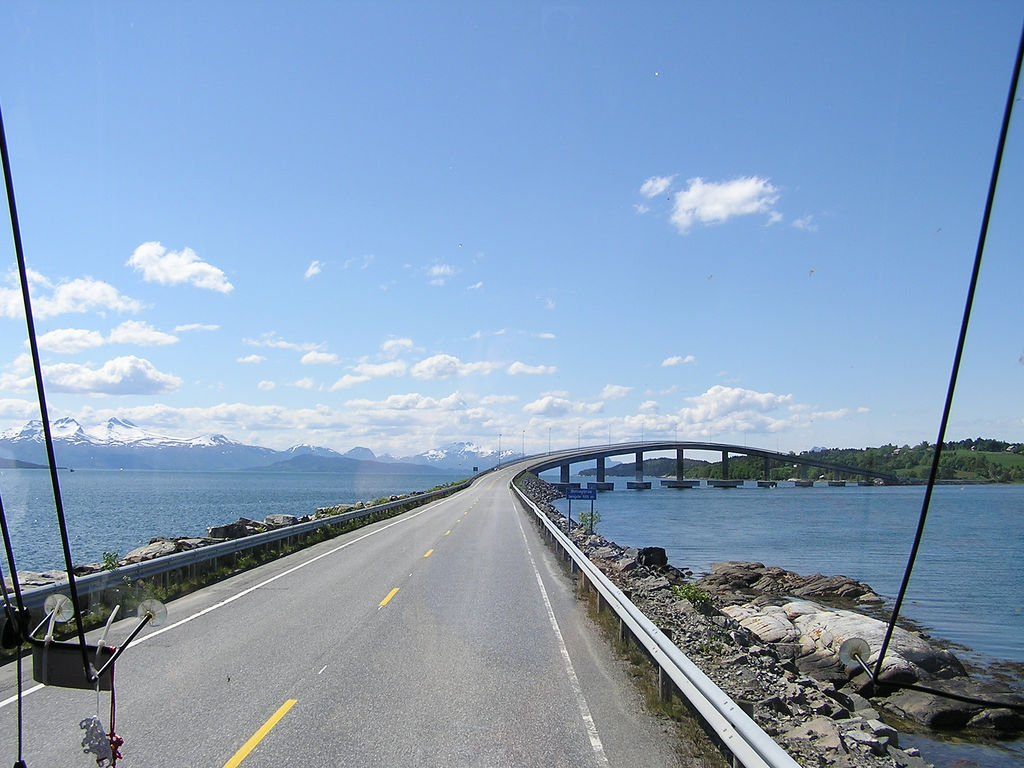
Fylkesväg 64 vid Bolsøybron nära Molde.
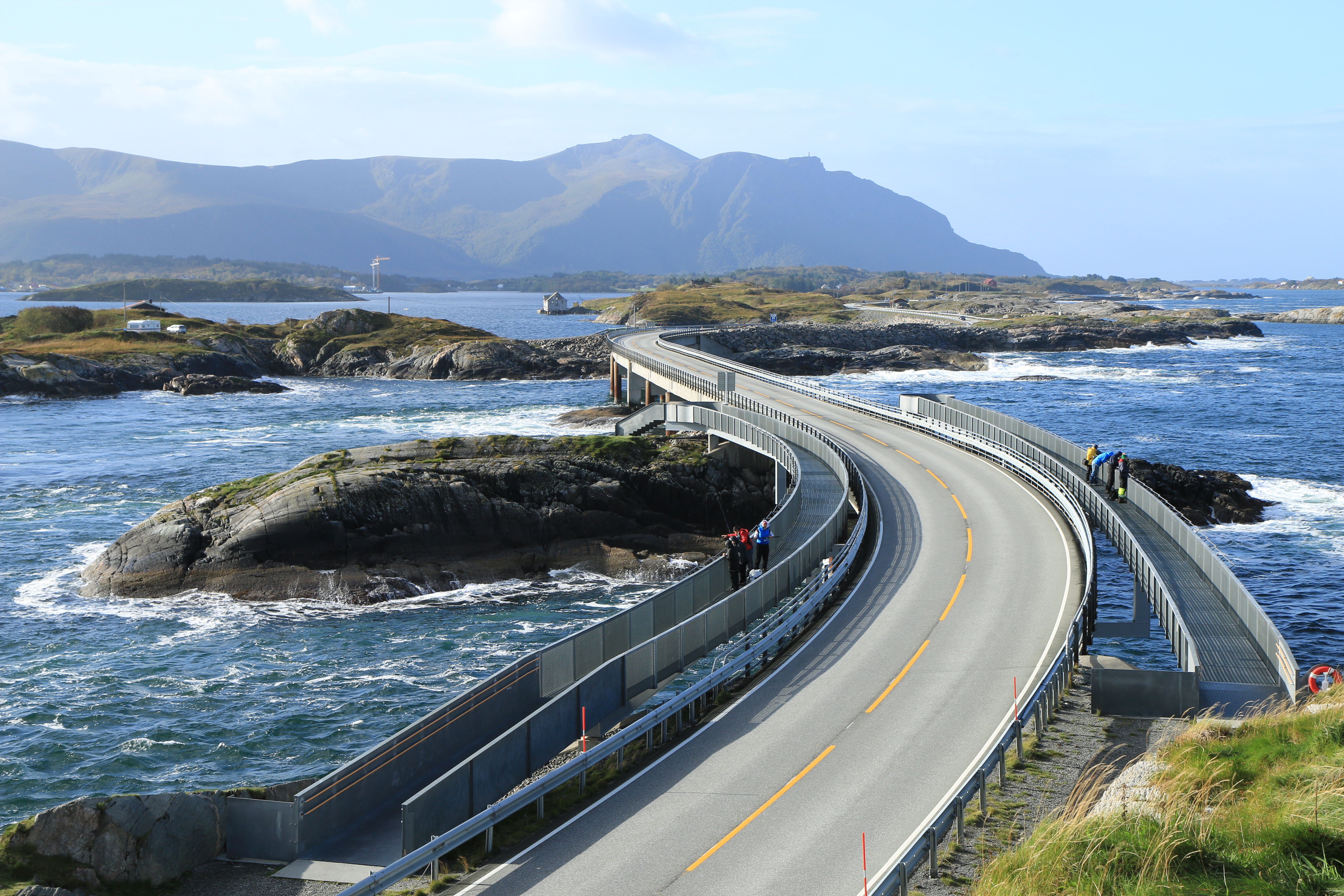
Fylkesväg 64 vid Atlanthavsvägen.